# Cambridge Airport
Cambridge International Airport (IATA: CBG, ICAO: EGSC) er en regional lufthavn i England. Den er beliggende i Cambridgeshire, i den østlige udkant af Cambridge.

## Historie
Lufthavnen åbnede i 1938 som Cambridge City Airport. I 2008 skiftede den navn til Marshall Airport Cambridge UK, og i 2011 blev navnet det nuværende. 
I slutningen af januar 2016 stopper lufthavnen med at servicere almindelig ruteflyvning, da den ikke kan tiltrække passagerer nok. Danske Sun-Air of Scandinavia er sidste selskab som flyver regulær ruteflyvning fra Cambridge, da de har en rute til Göteborg-Landvetter flygplats. 
Fra februar vil Cambridge Airport kun servicere business- og privatfly. 